# Chrysolina didymata
Chrysolina didymata é uma espécie de artrópode pertencente à família Chrysomelidae.